# Гмурман Володимир Юхимович
Гмурман Володимир Юхимович (1909 — 1994) — радянський математик, автор відомих підручників і задачників з теорії ймовірностей.

## Життєпис
Народився 1909 року на півдні Російської імперії. У 1930-тих роках переїхав до Москви, де поступив на математичне відділення Московського педагогічного інституту. Після закінчення був розподілений в Красноярськ. 
В Красноярську він зустрів свою майбутню дружину Пелагею. Вони одружилися, в них народилися син і дочка. У Красноярську він пробув всю війну.
1946 року Гмурман повернувся в Москву, вступив до аспірантури, а потім викладав в Московському поліграфічному інституті. Також читав курси лекцій з теорії ймовірностей в лекторії Політехнічного Музею та лекції з математики для абітурієнтів в Московському державному університеті.
У виданні «Вища школа» виходили підручники і задачники Гмурмана з теорії ймовірностей. Також його книги були перекладені англійською, польською, іспанською, японською мовами.
Гмурман грав на гітарі й на скрипці, цікавився шахами, володів 6-ма іноземними мовами.
Дружина Гмурмана Пелагея померла 1966 року, і пізніше він одружився вдруге. Помер 1994 року в своїй в квартирі в Любліно, де він жив разом зі своєю другою дружиною.

## Деякі публікації В. Ю. Гмурмана
- В. Е. Гмурман. Руководство к решению задач по теории вероятностей и математической статистике. — Москва : Высшая школа, 1979.
- В. Е. Гмурман. Теория вероятностей и математическая статистика. — Москва : Высшая школа, 1999.
- В. Е. Гмурман. Введение в теорию вероятностей и математическую статистику. — Москва : Высшая школа, 1966.
- В. Е. Гмурман. Элементы приближенных вычислений. — Москва : Высшая школа, 2005.